# New Sarpy
New Sarpy és una població dels Estats Units a l'estat de Louisiana. Segons el cens del 2000 tenia 1.568 habitants.

## Demografia
Segons el cens del 2000, New Sarpy tenia 1.568 habitants, 531 habitatges, i 395 famílies. La densitat de població era de 360,4 habitants/km².
Dels 531 habitatges en un 33,7% hi vivien nens de menys de 18 anys, en un 47,5% hi vivien parelles casades, en un 20,3% dones solteres, i en un 25,6% no eren unitats familiars. En el 21,5% dels habitatges hi vivien persones soles el 7,2% de les quals corresponia a persones de 65 anys o més que vivien soles. El nombre mitjà de persones vivint en cada habitatge era de 2,95 i el nombre mitjà de persones que vivien en cada família era de 3,46.
Per edats la població es repartia de la següent manera: un 31,1% tenia menys de 18 anys, un 9,4% entre 18 i 24, un 26,5% entre 25 i 44, un 21,2% de 45 a 60 i un 11,9% 65 anys o més.
L'edat mediana era de 34 anys. Per cada 100 dones de 18 o més anys hi havia 91,3 homes.
La renda mediana per habitatge era de 27.679 $ i la renda mediana per família de 31.964 $. Els homes tenien una renda mediana de 29.583 $ mentre que les dones 19.934 $. La renda per capita de la població era de 10.532 $. Entorn del 16,9% de les famílies i el 19,7% de la població estaven per davall del llindar de pobresa.

## Poblacions més properes
El següent diagrama mostra les poblacions més properes.